# Milonga del Ángel

Milonga del Ángel est une composition d'Ástor Piazzolla. C'est le deuxième mouvement de la suite de l'Ange (Suite del Ángel (es)) écrite en 1965 en quatre parties comprenant : Introduccion al Ángel, Milonga del Ángel, Muerte del Ángel, Resurreccion del Ángel. Il l'a enregistrée en direct en 1965, puis sur son album Tango: Zero Hour en 1986.

## Histoire
« À cette époque, l’écrivain Alberto Rodríguez fait appel à lui pour composer la musique d’accompagnement d’une de ses pièces de théâtre : Le Tango de l’Ange.
Racontant l’histoire d’un ange apparaissant dans un immeuble de Buenos Aires pour purifier l’âme de ses habitants, la pièce est jouée en 1962 et, pour l’occasion, le musicien compose Milonga del Angel, une pièce douce et sentimentale,  et Muerte del Angel, les deux morceaux qui ouvrent La Trilogie de l’Ange. L’autre morceau composé alors, Introduccion al Angel,  qui ne figurera pas, in fine, dans cet œuvre, est nettement moins connu.
Préfigurant le tango, la milonga offre des rythmes similaires mais moins marqués. En 1965, pour créer une suite et offrir un dénouement plus heureux, Piazzolla ajoutera Resurrección del Angel. En disque comme sur scène, on ne peut qu’être ému par l’univers musical d’un artiste qui fait marier musique populaire et musique dite « savante ». »

## Analyse
La pièce est jouée avec une formation en quintette comprenant un bandonéon, un violon, une guitare électrique, une contrebasse et un piano.
La structure est de la forme suivante :
- introduction (si mineur)
- A (si mineur, mi mineur)
- B (do mineur)
- A’ (do  mineur)
- coda (fa mineur)

Elle comprend deux thèmes joués sur un tempo lent :
- thème A exposé au bandonéon
- thème  B exposé au violon

La composition comprend des couleurs harmoniques riches par leurs modulations et des oppositions de textures sonores avec un phrasé très libre et cantabile.
« Cette pièce se rattache au genre de la milonga lente d’origine paysanne, chantée souvent dans les duels poétiques (payadas), improvisés par les paysans de la pampa et par des orilleros. Elle avait acquis droit de cité avec la Milonga triste que Sebastiàn Piana (1903-1994) avait composée en 1928 sur le poème homonyme de Homero Manzi. Elle se distingue de la milonga dansée, au tempo vif et au caractère picaresque. L’élaboration harmonique et formelle, le développement de la ligne mélodique et l’allure intimiste de la pièce sont typiques de la sensibilité et des procédés stylistiques de Piazzolla, tant sur le plan de la composition que de l’exécution
. »

## Discographie sélective
Il existe de nombreux enregistrements de Milonga del Ángel par Astor Piazzolla et par de nombreux artistes (Al Di Meola, Richard Galliano, Phil Woods, Giora Feidman...).
On notera
- Muerte del Angel (1962) avec Astor Piazzolla (bandonéon), Gary Burton (vibraphone), Fernando Suárez Paz (violon), Pablo Ziegler (piano), Horacio Malvicino (guitare électrique), Héctor Console (contrebasse), WEA 255069-2
- album Tango: Zero Hour, produit par Kip Hanrahan, (American Clavé AMCL1013, 1986[5])

## Arrangements
Il existe de nombreuses adaptations de cette œuvre, comme:
- Arrangement pour guitare seule de Roland Dyens, édité par les Éditions d’Oz [6]
- Arrangement pour quatuor de saxophones[7] par Johan van der Linden chez Molenaar Edition
- Version pour orchestre (orchestration 2.1+cor anglais.2.1/4.0.0.0/percussion/piano ou harpe/cordes[8] )

## Album
C'est aussi le nom de l'album éponyme et posthume de 1993 qui contient les œuvres suivantes : 
- Biyuya
- Revirado
- Caliente
- Lunfardo
- Decarissimo
- Milonga del Ángel
- Muerte del Ángel
- Resurreccion del Ángel
- Tristezas de un Doble A
- Escualo

## Autres
Milonga del Angel est une salle de spectacle et une école de danse à Nîmes qui organise depuis 1997 le "Festival international du tango argentin".